# Tågstarr
Tågstarr (Carex tenuiflora) är en halvgräsart som beskrevs av Göran Wahlenberg. Enligt Catalogue of Life ingår Tågstarr i släktet starrar och familjen halvgräs, men enligt Dyntaxa är tillhörigheten istället släktet starrar och familjen halvgräs. Arten är reproducerande i Sverige. Inga underarter finns listade i Catalogue of Life.